# Mahamadou Halilou Sabbo
 (juin 2023).
La mise en forme du texte ne suit pas les recommandations de Wikipédia : il faut le « wikifier ».
Les points d'amélioration suivants sont les cas les plus fréquents. Le détail des points à revoir est peut-être précisé sur la page de discussion.
- Les titres sont pré-formatés par le logiciel. Ils ne sont ni en capitales, ni en gras.
- Le texte ne doit pas être écrit en capitales (les noms de famille non plus), ni en gras, ni en italique, ni en « petit »…
- Le gras n'est utilisé que pour surligner le titre de l'article dans l'introduction, une seule fois.
- L'italique est rarement utilisé : mots en langue étrangère, titres d'œuvres, noms de bateaux, etc.
- Les citations ne sont pas en italique mais en corps de texte normal. Elles sont entourées par des guillemets français : « et ».
- Les listes à puces sont à éviter, des paragraphes rédigés étant largement préférés. Les tableaux sont à réserver à la présentation de données structurées (résultats, etc.).
- Les appels de note de bas de page (petits chiffres en exposant, introduits par l'outil «  Source ») sont à placer entre la fin de phrase et le point final[comme ça].
- Les liens internes (vers d'autres articles de Wikipédia) sont à choisir avec parcimonie. Créez des liens vers des articles approfondissant le sujet. Les termes génériques sans rapport avec le sujet sont à éviter, ainsi que les répétitions de liens vers un même terme.
- Les liens externes sont à placer uniquement dans une section « Liens externes », à la fin de l'article. Ces liens sont à choisir avec parcimonie suivant les règles définies. Si un lien sert de source à l'article, son insertion dans le texte est à faire par les notes de bas de page.
- La présentation des références doit suivre les conventions bibliographiques. Il est recommandé d'utiliser les modèles {{Ouvrage}}, {{Chapitre}}, {{Article}}, {{Lien web}} et/ou {{Bibliographie}}. Le mode d'édition visuel peut mettre en forme automatiquement les références.
- Insérer une infobox (cadre d'informations à droite) n'est pas obligatoire pour parachever la mise en page.

Pour une aide détaillée, merci de consulter Aide:Wikification.
Si vous pensez que ces points ont été résolus, vous pouvez retirer ce bandeau et améliorer la mise en forme d'un autre article.
Mahamadou Halilou Sabbo est né en 1937 à Tahoua et décédé le 16 décembre 2006. Également appelé Mahamadou Halilou Sabo), il est un homme politique et écrivain nigérien.

## Vie et parcours scolaire
Mahamadou Halilou Sabbo a travaillé comme instituteur auxiliaire à partir de 1957 et comme instituteur à partir de 1963. Après deux années de formation à l'École Normale Supérieure d'Abidjan, il devient inspecteur d'académie pour les écoles primaires en 1971. Halilou Sabbo était membre du gouvernement du Niger sous le régime du Conseil militaire suprême de Seyni Kountché. Il a servi dès l'âge de 12 ans. décembre 1977 en tant que secrétaire d'État à l'éducation. Il est nommé le 10 septembre 1979 Ministre de l'Information et le 14 juin 1982 comme Ministre de la Justice. En janvier 1983, il quitte le gouvernement du Niger. Halilou Sabbo a ensuite dirigé l'Office national d'édition et de presse (ONEP), qui édite la presse écrite d'État Le Sahel et Sahel Dimanche, ainsi que l'Institut d'État de documentation, de recherche et d'enseignement. En 1996, il travaille comme conseiller du président Ibrahim Baré Maïnassara.

## Écrits littéraires
En tant qu'écrivain, Mahamadou Halilou Sabbo est surtout connu pour ses romans Aboki ou L'appel de la côte (1978) et Caprices du destin (1981). Aboki parle du travailleur migrant Amadou, qui passe vingt ans en Côte d'Ivoire avant de retourner au Niger après des conflits politiques et d'être blessé. Dans Caprices du destin, il est question du système éducatif nigérien et de la méfiance des populations à son égard. Halilou Sabbo a également écrit la pièce Gomma! Gomma adorable! (1990). Il écrivait en français. Son intérêt pour les langues nationales du Niger s'est exprimé dans le fait qu'il a incorporé dans ses œuvres de nombreux proverbes haoussa traduits en français.
Mahamadou Halilou Sabbo est honoré Chevalier de l'Ordre National du Niger et de l' Ordre Nigérien des Palmes Académiques, ainsi que Commandeur de l'Ordre National du Mali et de la Légion d'Honneur.

## Ouvrages
(juin 2023).
- Aboki ou L’appel de la côte. Les Nouvelles Ed. Africaines, Dakar 1978.
- Caprices du destin. Presses de l’Imprimerie Nationale du Niger, Niamey 1981.
- Gomma! Adorable Gomma ! Les Nouvelles Ed. Africaines, Dakar 1990,  (ISBN 2-85069-652-8).